# Rävaberget-Hornlidens naturreservat
Rävaberget-Hornlidens naturreservat är ett naturreservat i Arvidsjaurs kommun i Norrbottens län.
Området är naturskyddat sedan 2024 och är 2 293 hektar stort. Reservatet ligger väster om Arvidsjaur  och består sex berg bexuxna med tall- och granskog. 